# Schwertschwanzmolch
Der Schwertschwanzmolch (Cynops ensicauda) ist ein Schwanzlurch aus der Gattung der Feuerbauchmolche (Cynops). Er kommt auf einigen Inseln des japanischen Archipels vor.

## Merkmale
Der Schwertschwanzmolch ist ein mittelgroßer, gedrungen wirkender Wassermolch, dessen Weibchen 15 bis 16 Zentimeter lang werden kann. Es wurde auch schon von 19 cm langen Exemplaren berichtet. Die Oberseite ist dunkelbraun bis schwarz gefärbt; an den Seiten verläuft oft ein gelblicher Längsstreifen, der unterbrochen sein kann. Außerdem befinden sich dort viele helle Flecken. Die Haut erscheint gekörnelt. Die Bauchseite ist meistens gelb bis orange gefärbt. Auf der Rückenmitte verläuft eine Drüsenleiste und auch seitlich am Rumpf gibt es Wülste, allerdings nur im vorderen Teil. Diese enthalten ein giftiges Hautsekret zur Abwehr von Fressfeinden. Der Schwanz ist im Querschnitt schmal-oval geformt. Während des Wasseraufenthaltes verbreitern sich die Schwanzkanten.

## Verbreitung und Lebensraum

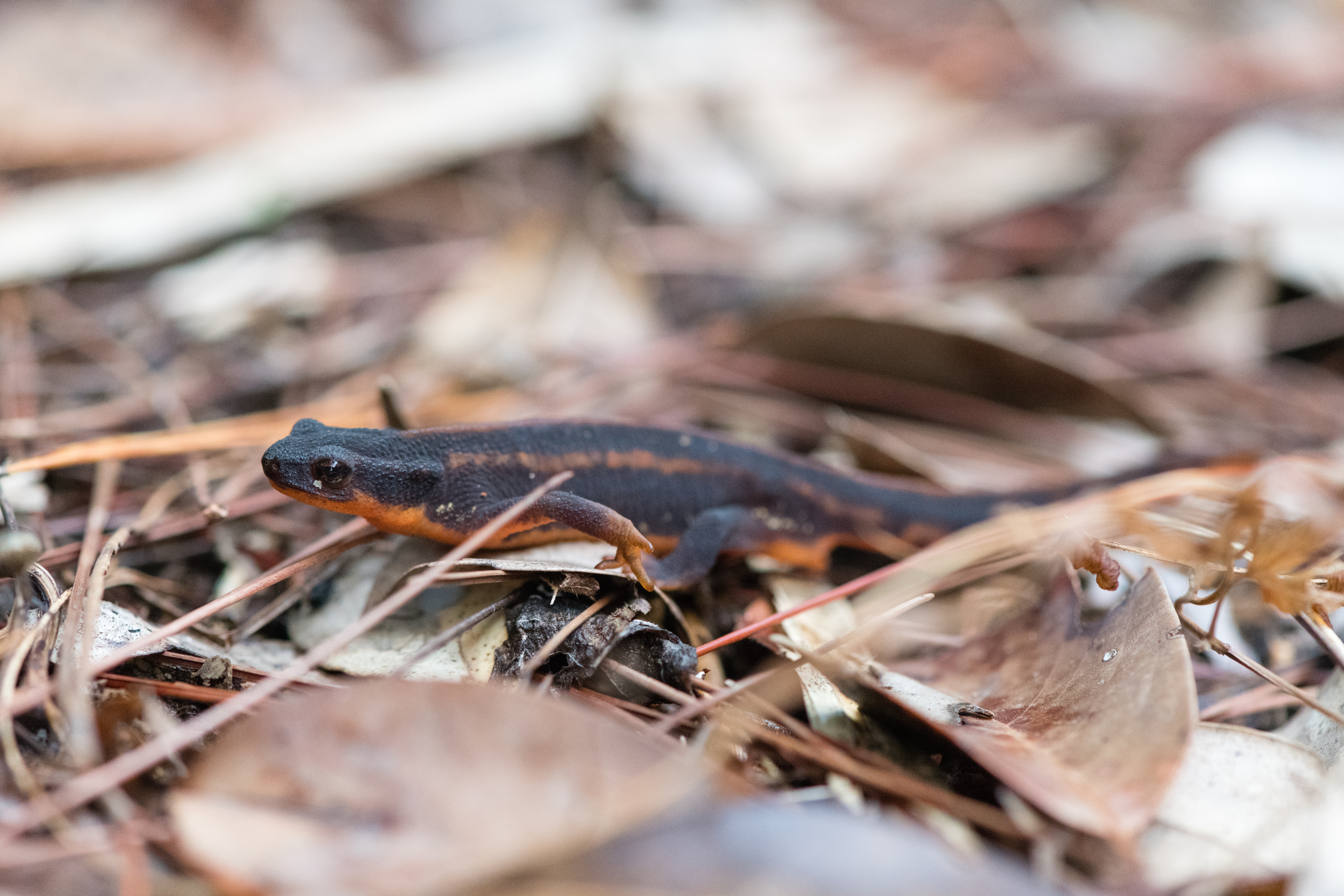
Schwertschwanzmolch (Unterart Cynops ensicauda popei) auf Okinawa

Der Schwertschwanzmolch (Cynops ensicauda) kommt in zwei Unterarten auf mehreren süd-japanischen Inseln der Ryūkyū-Gruppe vor. Die Nominatform Cynops ensicauda ensicauda besiedelt die Amami-Inseln Kakeromashima und Tokunoshima in der Präfektur Kagoshima. Die Unterart Cynops ensicauda popei lebt auf den Okinawa-Inseln unter anderem auf Okinawa Hontō und in der Gemeinde Kin.
Als Habitate werden stehende Gewässer wie verkrautete Tümpel, Bewässerungsgräben und Reisfelder bevorzugt. Außerhalb der Fortpflanzungszeit im Frühjahr gehen die Tiere ab Juni/Juli teilweise zum Landleben über und verstecken sich dann unter Steinen und Totholz.
Zum Nahrungsspektrum gehören verschiedenste Insekten und deren Larven, kleine Krebstiere (Wasserflöhe, Hüpferlinge und dergleichen) und Regenwürmer.

## Fortpflanzung
Brünstige Männchen verfolgen die Weibchen, um sich dann quer vor ihnen aufzustellen und durch Wedeln mit dem Schwanz diesem Sexualduftstoffe zuzufächeln. Danach folgt das Weibchen dem Männchen, das eine Spermatophore absetzt. Diese kann an der Kloake des Weibchens haften bleiben, wo die Samenfäden aufgenommen werden. Da jedoch stets viel mehr Männchen als Weibchen in der Nähe sind, wird das Paarungsritual des Männchens oft durch Rivalen unterbrochen. Dadurch kommt es zu einer weit geringeren Befruchtungsrate als bei dem nahe verwandten Japanischen Feuerbauchmolch (Cynops pyrrhogaster).
Später heftet das Weibchen etwa 200 Eier in gallertartigen Hüllen an Unterwasserpflanzen. Die Eier dienen zahlreichen Fressfeinden als Nahrung, darunter dem ebenfalls auf den Ryūkyū-Inseln heimischen Molch Echinotriton andersoni und der Schlange Hebius pryeri. Die Larven schlüpfen nach einigen Wochen embryonaler Entwicklung und benötigen nun als Kiemenatmer noch rund drei Monate bis zur Metamorphose zum lungenatmenden Landtier. In dieser Zeit sind die Kaulquappen nicht nur durch das Austrocknen temporärer Tümpel und Pfützen bedroht, sondern auch Fressfeinden wie Libellenlarven, Larven des  Molchs Echinotriton andersoni und nicht zuletzt größeren Larven der eigenen Art ausgesetzt.

## Gefährdung
Die Art gilt als stark gefährdet („endangered“). Ihr Lebensraum auf einigen japanischen Inseln umfasst nur rund 5000 Quadratkilometer. Dieses Verbreitungsgebiet ist stark fragmentiert. Die Molche sind von der Zerstörung ihres Habitats und der Trockenlegung von Teichen in Feuchtgebieten betroffen, in denen sie ihre Eier ablegen. Dazu kommt, dass auch Zuchtfische wie Tilapia-Arten dort eingesetzt wurden, die sich von der Brut ernähren. Auf Wanderungen während des Regens fallen die Molche oft in betonierte Straßengräben, aus denen sie nicht mehr entkommen können und nach Abfließen des Regenwassers vertrocknen.

## Systematik und Taxonomie
Der Schwertschwanzmolch wurde von dem amerikanischen Herpetologen Edward Hallowell im 1861 erschienenen Band der Proceedings of the Academy of Natural Sciences of Philadelphia für das Jahr 1860 als Triton ensicauda erstmals beschrieben. Später wurde der Molch oft als Unterart des Japanischen Feuerbauchmolchs angesehen, der auf den großen japanischen Inseln und einigen vorgelagerten kleineren Inseln, nicht jedoch auf den Ryūkyū-Inseln verbreitet ist. Hayashi und Matsui wiesen jedoch 1988 mit Methoden der Elektrophorese nach, dass es sich beim Schwertschwanzmolch um eine klar abgrenzbare eigenständige Art mit zwei Unterarten handelt.